# Фіруза
Фіруза́ (тадж. Фирӯза) — село у складі Хатлонської області Таджикистану. Входить до складу Фірузійського джамоату району Носірі Хусрава.
В радянські часи село називалось совхоз Бешкент-2.
Населення — 677 осіб (2017).